# 美國國家航空暨太空總署紅外望遠鏡設施
美國國家航空暨太空總署紅外望遠鏡設施 （NASA IRTF，NASA Infrared Telescope Facility）是位於夏威夷的毛納基山天文台優化用於紅外天文學的一架3-（9.8-英尺） 望遠鏡。它最初是為了支持航海家任務而建造的，現在是美國紅外天文學的國家設施，為行星、太陽鄰域和深空應用提供持續支持。IRTF由夏威夷大學根據與美國國家航空暨太空總署的合作協定運營。根據IRTF的時間分配規則，至少50%的觀測時間用於行星科學。

## 望遠鏡

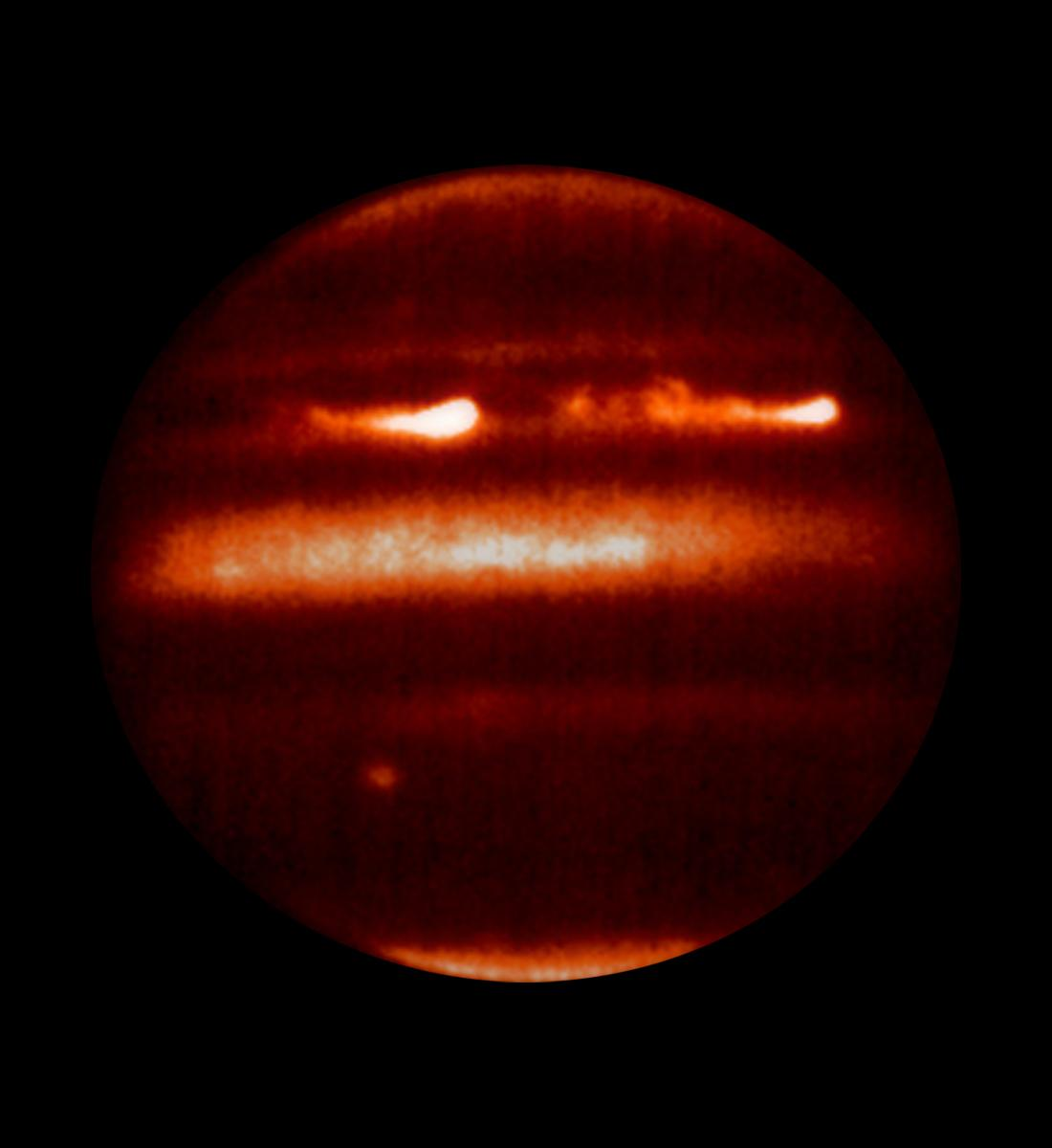
美國國家航空暨太空總署的紅外望遠鏡設施在2007年獲得的木星熱影像。

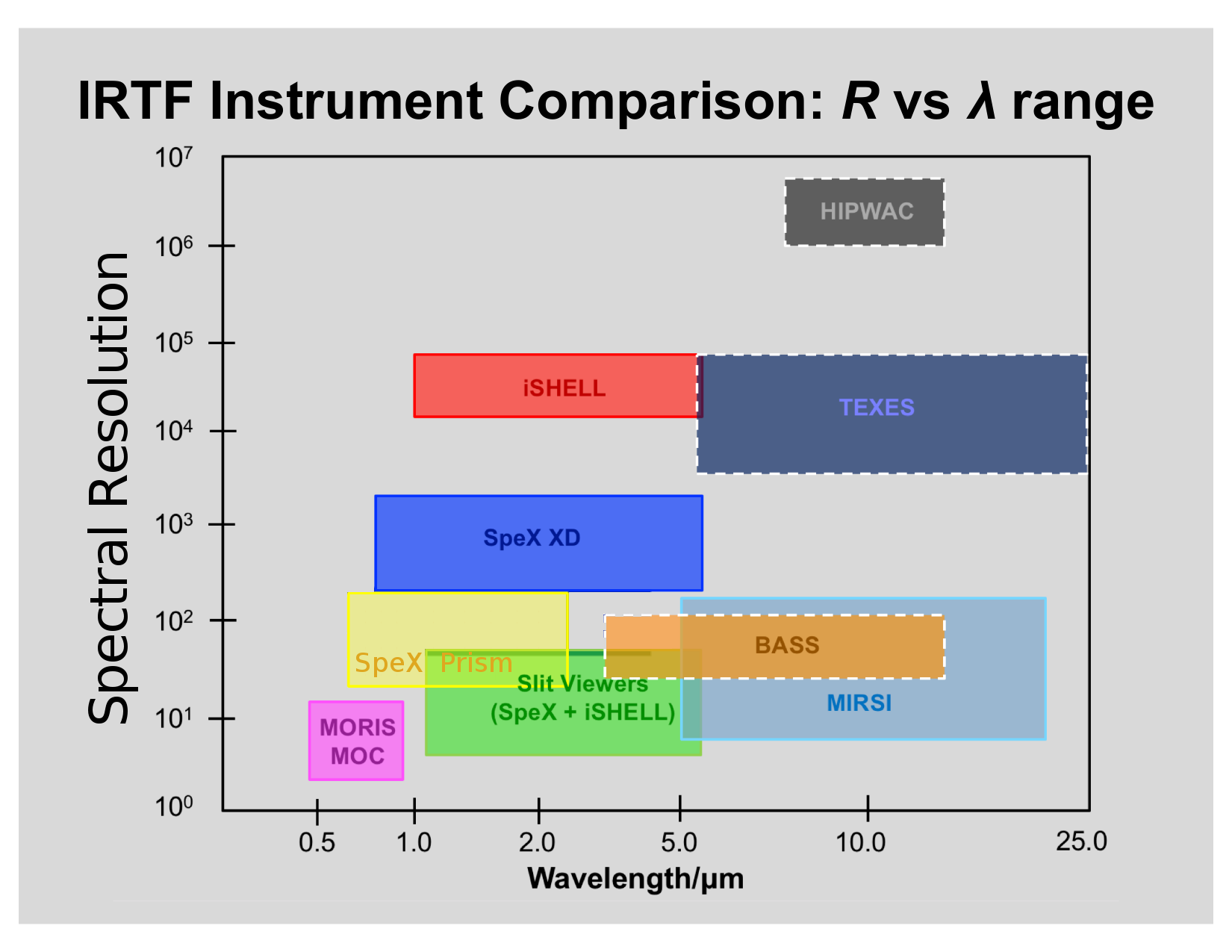
截至2019年末，IRTF儀器套件在波長覆蓋和光譜分辯率方面的光譜能力。但未顯示成像功能。

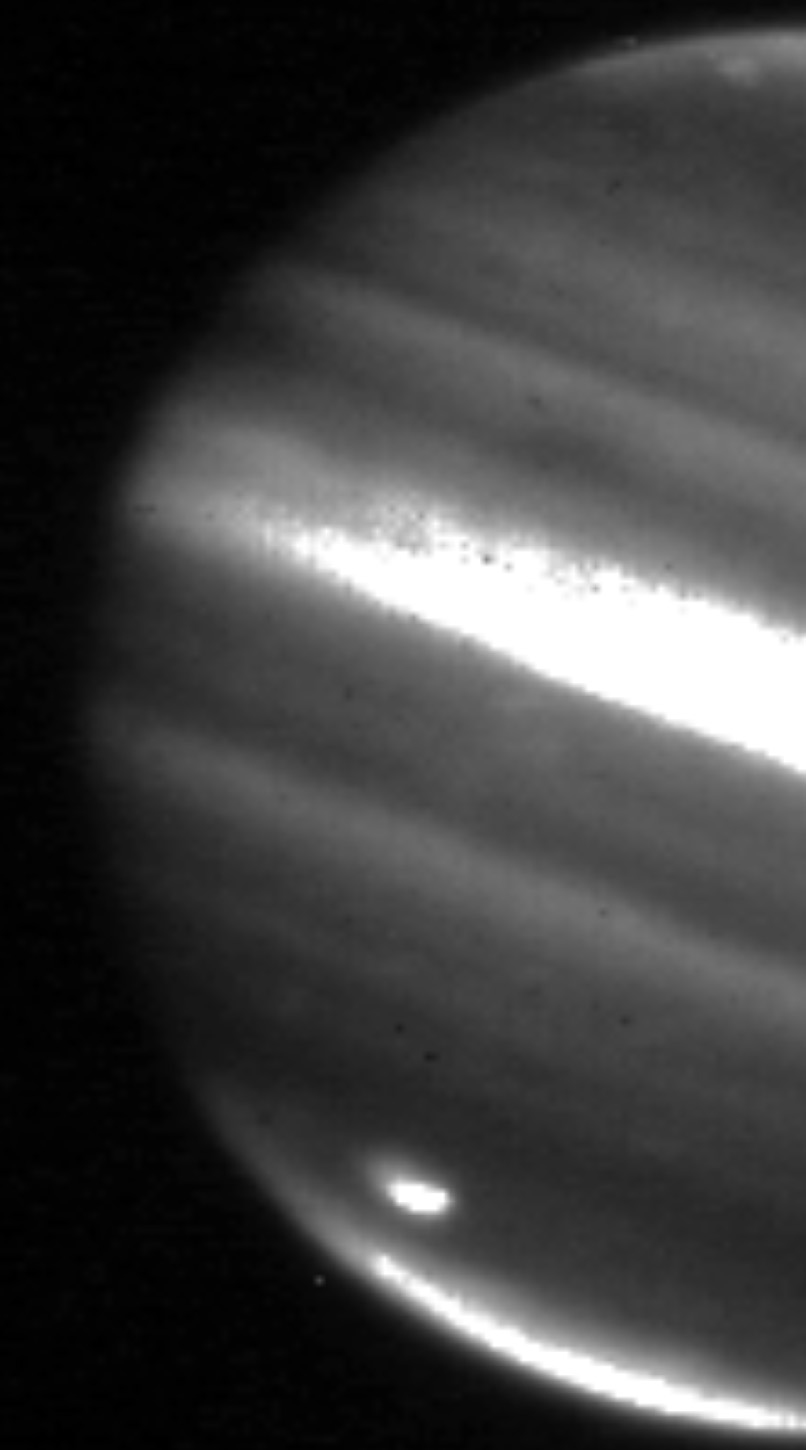
這張由IRTF觀測到的熱光波長的望遠鏡視圖顯示了彗星撞擊木星的位置。當美國國家航空暨太空總署的科學家試圖確定這種撞擊對地球的危險性時，這種撞擊是一個研究領域。

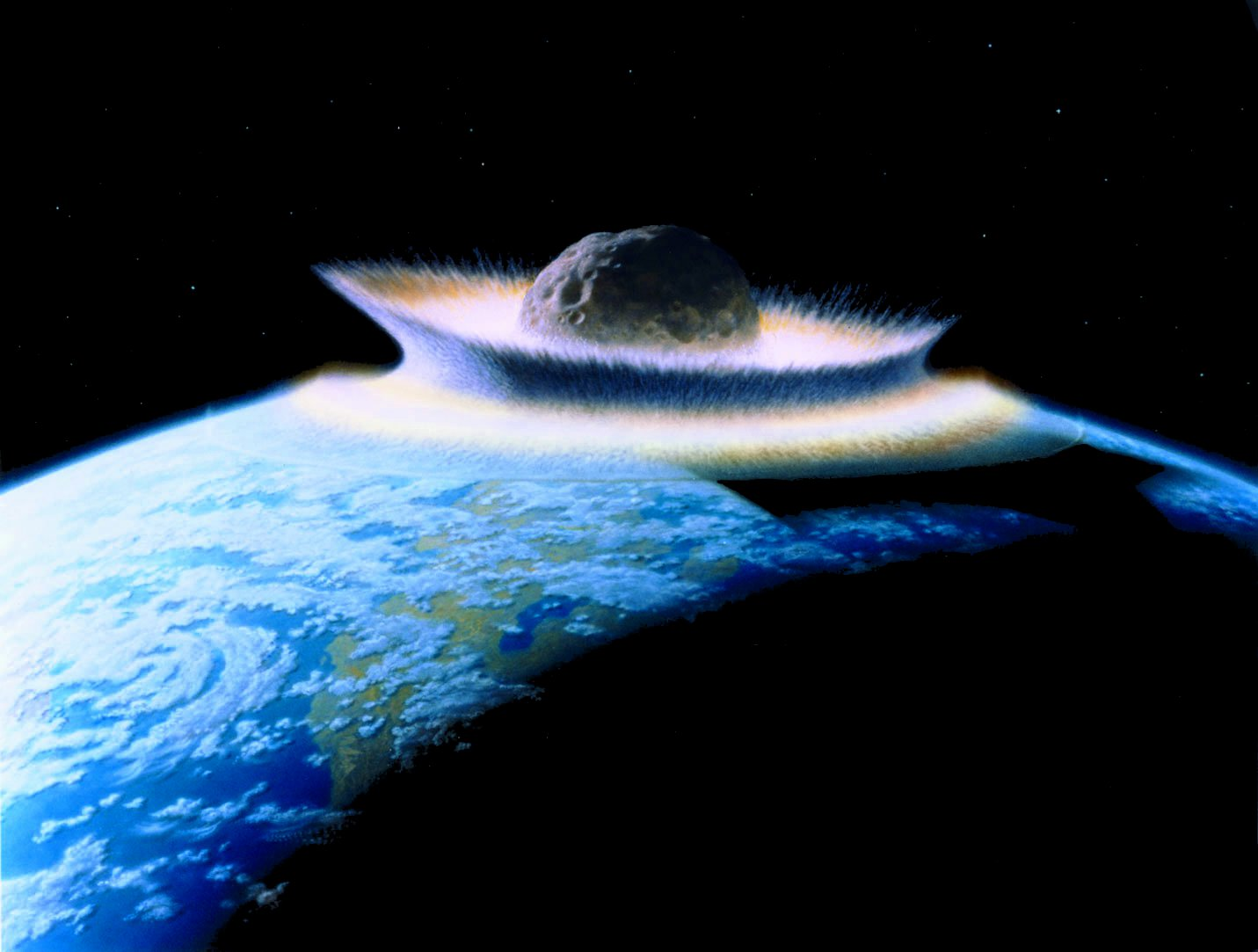
太空藝術家唐·戴維斯（Don Davis）展示的小行星與地球的碰撞。

IRTF是一架3.0米（有效孔徑118英寸）的經典卡塞格倫望遠鏡。卡塞格倫焦點的焦比為f/38，主鏡焦比是f/2.5。IRTF設計的幾個方面針對紅外線觀測進行了優化。次鏡尺寸縮小，以防止儀器看到主鏡周圍望遠鏡結構的熱輻射。主鏡本身的直徑為126英寸，但只使用了中心118英寸。副鏡中心的一個小鏡子可以防止儀器看到自己的熱輻射。焦比很長，因此可以使用一個小的次鏡，同樣可以最大限度地减少望遠鏡的熱輻射。鏡面塗層被選擇為具有最小的熱輻射。望遠鏡的發射率通常低於4%。次鏡安裝在一個斬波機構上，以高達4赫茲的頻率快速切換望遠鏡從目標到天空的指向。
IRTF安裝在一個大型的英國軛式赤道儀支架上。支架非常堅硬，减少了彎曲，使望遠鏡有著準確地指向性。由於該望遠鏡位於赤道儀支架上，因此該望遠鏡無需考慮視場旋轉，就可以觀測天頂的目標。軛架阻擋了望遠鏡指向赤緯+69度以北。由於該望遠鏡主要用於行星科學，因此這一限制被認為是可以接受的。由於望遠鏡安裝在一個沉重的底座上，它相對來說不受振動或風搖的影響。

## 儀器
IRTF擁有四個儀器設施：SpeX、NSFCam2、iSHELL、和MIRSI。IRTF還有許多專案提供的儀器。

## 位置

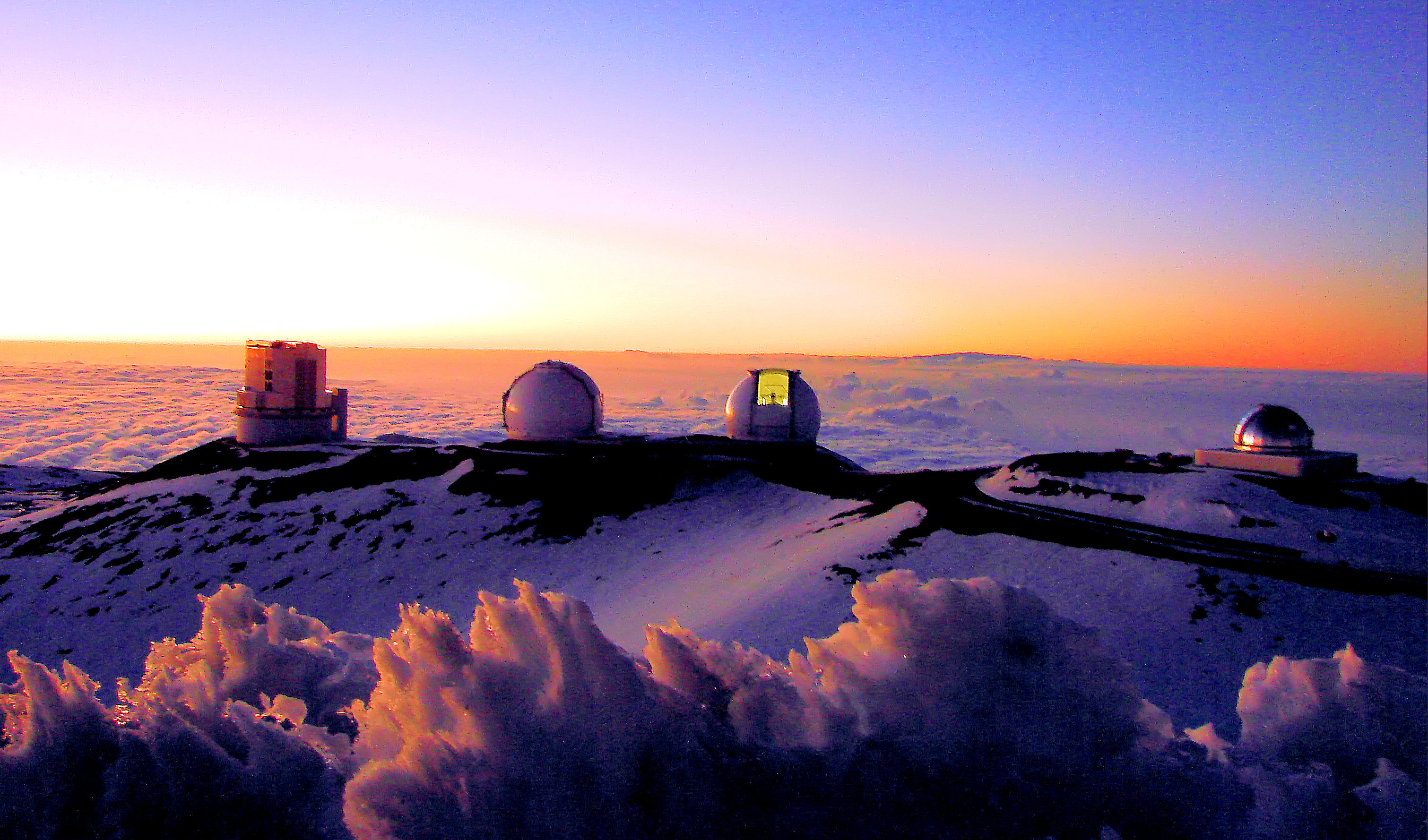
美國國家航空暨太空總署的紅外望遠鏡（IRTF，Infrared Telescope Facility）在最右邊

## 外部連結
- NASA Infrared Telescope Facility homepage （页面存档备份，存于）